# Сліпий Родіон Васильович
Родіон-Пилип Сліпий (*27 листопада 1887, Заздрість, Королівство Галичини та Володимирії, Австро-Угорщина – †1 червня 1948, Міттенвальд, Німеччина) — український лікар, доктор медицини, учасник національно-визвольних змагань у 1918-1920 роках, чотар Українських січових стрільців, поручник Української галицької армії, поручник дивізії «Галичина». Молодший брат Тимотея Сліпого і двоюрідний брат Йосифа Сліпого.

## Життєпис
Народився у селі Заздрість біля Микулинців у заможній родині Василя Сліпого, який був двоюрідним братом батька Йосифа Сліпого, і Францішки Дичковської, яка була рідною сестрою його матері. У цьому подружжі було двоє синів - старший Тимотей та молодший Родіон..
Вчився разом з Йосипом Сліпим в одному класі Тернопільської гімназії, та проживав на одній з ним квартирі. Закінчив навчання у 1911 році.
У роки Першої світової війни служив в УСС, згодом вступив до Української галицької армії.
Пізніше навчався у Віденському університеті на лікаря, а за іншою версією у Граці. У 1927 році нострифікував свій диплом лікаря у Познанському університеті. Працював окружним лікарем у Струсові.
У 1939-1941 роках у помешканні Родіона Сліпого та Ольга Ситник-Сліпа знайшла притулок педагог та етнограф, мати-ігуменя Северина Париллє після закриття більшовиками гімназії сестер-василіянок, яку очолювала, тут дожила віку і похована у Струсові. Крім цього у роки німецької окупації Галичини майже три роки переховували у себе вдома сусіда-єврея Матіса Каца.
Допомагав підпіллю Організації українських націоналістів налагоджувати медично-санітарну службу Українського Червоного Хреста, зокрема надавав медичну допомогу, зебезпечував медикаментами. У роки Другої світової війни добровільно зголосився до дивізії «Галичина», де був полковим лікарем.
Під кінець війни опинився в американський зоні окупації Німеччини в таборі для переміщених осіб у Міттенвальді, що на півдні Баварії неподалік від кордону з Австрією. Тут він помер 1 червня 1948 року.
Плита-пам'ятник з могили Родіона Сліпого знаходиться при церкві священномученика Климентія Шептицького, яку було перевезено з Німеччини до Львова. Водночас сама могила вважається втраченою.

### Родина
- Дружина Ольга Ситник-Сліпа (1894-1976), авторка першого українського перекладу роману Шарлотти Бронте «Джейн Ейр» у 1939 році під назвою «Ідеалістка» у видавництві «Діло»[5], а також інших англійських повістей, зокрема «Житель Аляски» Джеймса Олівера Кервуда, «Дівчина з Лімберлосту» та «Рябого» Джейн Стреттон-Портер.[6]
- Діти: 
  - Ольга (1921 р.н.), яка мешкала у Струсові, була пластунка, активною учасницею підпільної боротьби як лікарка УПА, репресована більшовиками, була заарештована в грудні 1945 року й відбула 10 років сталінських таборів[7]. Як краєзнавець була ініціаторкою створення у 2006 році краєзнавчого музею «Струсівська закутина» у селі Струсів, що розмістився у будинку Гірняків. Зібрала сотні матеріалів з давнього й сучасного життя рідного краю. Доклала багато зусиль для збереження історії села.[8]
  - Орися.

### Праці
Автор багатьох медичних праць. Найбільш відома серед яких «Годування та плекання немовлят: книжечка для українських жінок».